# Hans Erich Bogatzky
Hans Erich Bogatzky (* 12. Juni 1927 in Berlin-Wilmersdorf; † 27. Januar 2009 in Berlin) war ein deutscher Innenarchitekt.

## Leben

Park Inn Berlin-Alexanderplatz, eines der Gebäude die u. a. nach Entwürfen von Hans Erich Bogatzky gebaut wurden

Hans Bogatzky wurde 1927 in Berlin-Wilmersdorf als Sohn eines Architekten geboren. Von 1937 bis 1944 besuchte er das Gymnasium. 1944 bis 1945 war er Luftwaffenhelfer in der Wehrmacht, 1945 wurde er aufgrund einer Kriegsverletzung entlassen. Nach einer Tischlerlehre besuchte er von 1949 bis 1952 die Berliner Meisterschule für Tischler und Innenarchitektur. Nachdem er für kurze Zeit als Ausstellungsgestalter gearbeitet hatte, wechselte Bogatzky in das Büro des VEB (Z) Projektierung Berlin. Seine erste größere Aufgabe bildete ab 1958 der Wiederaufbau des Ostflügels der Humboldt-Universität mit dem Auditorium maximum. Im Anschluss folgten Arbeiten beim Wiederaufbau des Alten Museums.
1961 wurde Hans Bogatzky von Roland Korn, dem Kollektivleiter für die Errichtung des Staatsratsgebäudes, zu dessen Stellvertreter und Verantwortlichen für die Innenraumgestaltung berufen. 1965 bis 1970 war Bogatzky weiterhin unter Korns Leitung verantwortlicher Innenarchitekt für das Projekt „Hotel Stadt Berlin“ und ab 1968 auch für das 1971 fertiggestellte „Haus des Reisens“ am Alexanderplatz. Sein letztes repräsentatives Projekt war die 1974/75 in Zusammenarbeit mit Bruno Hess erfolgte Ausstattung des Großen Festsaals und der Arbeitsräume des Politbüros im Gebäude des ZK der SED.
1976 wechselte Hans Bogatzky zum Institut für Wohn- und Gesellschaftsbauten der Bauakademie. Dort beschäftigte er sich schwerpunktmäßig mit Experimentalbauten und Standardisierungsrichtlinien. Parallel dazu engagierte er sich im BdA, der ihn 1983 zum Leiter der Zentralen Fachgruppe Ausbau/Innengestaltung berief. 1990 trat Hans Bogatzky mit der Abwicklung der Bauakademie in den Ruhestand.
Sein Nachlass, darin unter anderem grafische Arbeiten und eine umfangreiche Foto- und Diasammlung, befindet sich in den Wissenschaftlichen Sammlungen des Leibniz-Instituts für Raumbezogene Sozialforschung (IRS) in Erkner.

## Werke
- Innenausbau des Ostflügels der Humboldt-Universität Berlin, 1958–1959
- Innenausbau des Alten Museums in Berlin, 1959–1961
- Innenausbau des Staatsratsgebäudes, 1961–1964
- Innenausbau des Hotels „Stadt Berlin“, heute Park Inn Berlin-Alexanderplatz, 1965–1970
- Innenausbau für das Haus des Reisens, 1968–1971
- Innenausbau des ZK-Gebäudes der SED in Berlin, 1974–1975
- Außen- und Innenumbau für Bereiche des Auswärtigen Amtes der BRD und der Bundesbank, ab 2004[3]